# 1735 en France
Chronologie de la France
- 1731
- 1732
- 1733
- 1734
- 1735
- 1736
- 1737
- 1738
- 1739

Cette page concerne l'année 1735 du calendrier grégorien.

## Événements
- 19 janvier : 
  - un ouragan cause de grands dégâts en Bretagne en particulier dans le marais de Dol[1],[2].
  - le roi donne audience dans la cour de marbre de Versailles à Hadji Mehemet Effendi, envoyé de Tripoli[3].
- 25 mars : la reine Marie Leszczynska, enceinte pour la huitième fois, est victime d'une fausse couche[4].

- 16 mai : départ de La Rochelle d'une expédition géodésique française en Équateur[5].
- 28 août : première représentation au Théâtre du Palais Royal à Paris de l'opéra-ballet de Jean-Philippe Rameau : Les Indes galantes.
- 31 août : ordonnance sur les testaments[6].

- 14 septembre : l’assemblée du clergé réunie à Versailles accorde au roi un « don gratuit » de 10 millions de livres[7].

- 3 octobre : signature des préliminaires de paix franco-autrichiens à Vienne[8].

- Novembre : édit portant création de cinq cents mille livres de rentes à 5% sur la ferme des postes[9],[10].

- Introduction de la taille tarifiée dans les généralités de Caen, d'Alençon, de Rouen et de Soissons[10].